# サン・チェザーリオ・ディ・レッチェ
サン・チェザーリオ・ディ・レッチェ（イタリア語: San Cesario di Lecce）は、イタリア共和国プッリャ州レッチェ県にある、人口約8,100人の基礎自治体（コムーネ）。

## 地理

### 位置・広がり

#### 隣接コムーネ
隣接するコムーネは以下の通り。
- カヴァッリーノ
- レッチェ
- レークイレ
- サン・ドナート・ディ・レッチェ